# Slaktoppsstarr
Slaktoppsstarr (Carex straminea) är en flerårig gräslik växt inom släktet starrar och familjen halvgräs. Slaktoppsstarr växer tuvad och har ljusgröna långspetsade blad som blir från en till tre mm breda. Den har tunna strån som är lutande och har överhängande axsamling. Stödblad saknas eller är borstlika. Den halmgula axsamlingen består av fyra till sex ovala, tätblommiga ax. De tunna brunaktiga axfjällen har en ljus mittstrimma samt breda hinnkanter. De grönaktiga fruktgömmena blir cirka fem mm, har flera nerver och en spets med fint landade kanter. Slaktoppsstarr blir från 30 till 60 cm hög och blommar från juli till augusti.

## Utbredning
Slaktoppsstarr är mycket sällsynt i Norden men kan återfinnas på fuktig mark, inkommen på insådda vägdikesrenar. Dess utbredning i Norden sträcker sig till några få områden i östra Svealand i Sverige. Ursprungligen från östra Nordamerika. 